# 1968 في الصين
فيما يلي قوائم الأحداث التي وقعت خلال عام 1968 في الصين.

## سياسة

### انتهاء فترة المنصب
- 31 أكتوبر – ليو شاوتشي رئيس جمهورية الصين الشعبية.

## مواليد

### يوليو
- 25 يوليو – شي داو صحفي صيني.

### أغسطس
- 26 أغسطس – أو تشوليانغ لاعب كرة قدم صيني.

### سبتمبر
- 15 سبتمبر – ليندا وانغ

### نوفمبر
- 17 نوفمبر – روبن لي

### ديسمبر
- 8 ديسمبر – ويندي دينغ مردوخ

## وفيات

### أبريل
- 5 أبريل – تشنغ تشيان (مواليد 1882) سياسي صيني.

### نوفمبر
- 17 نوفمبر – ميرفين بيك (مواليد 1911)
- 23 نوفمبر – شانجون يونزيهي (مواليد 1920) ممثلة صينية.
- 28 نوفمبر – شو تيلي (مواليد 1877) سياسي صيني.

### ديسمبر
- 10 ديسمبر – تيان هان (مواليد 1898)